# Perdita ute
Perdita ute är en biart som beskrevs av Griswold 1993. Perdita ute ingår i släktet Perdita och familjen grävbin. Inga underarter finns listade i Catalogue of Life.